# Rey Koranteng
Reynolds „Rey“ Koranteng (* 2. srpna 1974 Praha) je český televizní moderátor. Jeho matka  Ludmila je české národnosti, otec pochází z Ghany. Po ukončení střední školy se věnoval meteorologii, od roku 1994 působí na TV Nova, nejprve jako moderátor počasí. Vystudoval obor politologie a mezinárodní vztahy na vysoké škole CEVRO Institut. Od 5. srpna 1999, kdy se generální ředitel televize Vladimír Železný rozešel se servisní organizací CME a Nova začala vysílat z Barrandova, moderuje hlavní zpravodajský pořad: Televizní noviny, spolu s Lucií Borhyovou, nebo v době jejího těhotenství s Michaelou Ochotskou a Kristinou Kloubkovou.

## Osobní život
Rey Koranteng je ženatý, s manželkou Monikou má tři dcery, Vanessu (* 1995), Sophii (* 2006) a Leontýnu (* 2015). K jeho zálibám patří šachy a létání na kluzácích.